# غزوة الطائف
غَزْوَةُ الطَّائِف؛ هي غزوة وقعت في شهر شوال من السنة الثامنة للهجرة، بين 12000 من قوات المسلمين بقيادة الرسول محمد صلى الله عليه و سلم، وقبيلة ثقيف و قبيلة هوازن ، وهدفت الغزوة إلى فتح الطائف والقضاء على قوات ثقيف وهوازن الهاربة من غزوة حنين. وهي امتداد لغزوة حنين وذلك أن معظم فلول هوازن وثقيف دخلوا مدينة الطائف الحجازية مع قائدهم مالك بن عوف النصري وتحصنوا بداخل سورها المنيع فسار إليهم النبي محمد صلى الله عليه وسلم بعد فراغه من حنين.

## حصار الطائف
عندما وصل المسلمون إلى الطائف عسكروا هناك وقضوا عدة أيام على اختلاف الروايات وفرضوا الحصار عليهم، خلال الحصار رماهم أهل الحصن رميًا شديدًا حتى قُتِل اثنا عشر من المسلمين، فأشار الحُبَاب بن المنذر أن يبتعد المسلمون عن الحصن حتى لا تصيبهم السهام، وبالفعل عسكر الرسول ﷺ في مكان بعيد، ولكنه ما زال يحاصر الطائف.

### صناعة المنجنيق
قام الرسول ﷺ بعمل أكثر من طريقة لضرب هذا الحصار؛ فقد قام سلمان الفارسي بصناعة منجنيق؛ لقذف حصون الطائف بالحجارة، وصنعوا دبابةً خشبية كان يختبئ تحتها الجنود؛ ليصلوا إلى القلاع والحصون دون أن تصيبهم السهام، وبدأ المسلمون في قذف أسوار الطائف بالمنجنيق الذي صنعه سلمان، وسار المسلمون تحت الدبابة الخشبية، وبالفعل كسروا جزءًا من السور، وكاد المسلمون يدخلون داخل أسوار الطائف، لولا أن أهل الطائف فاجئوا المسلمين بإلقاء الحَسَك الشائك المُحمَّى في النار، وهو عبارة عن أشواك حديدية ضخمة أوقدت عليها النار حتى احمرّت فألقوها على المسلمين.

### تحريق النخيل
ورغبة في إضعاف معنويات ثقيف، أخذ المسلمون في تحريق نخلهم، فناشدوا رسول الله ﷺ أن يدعها لله وللرحم، فاستجاب لهم، ثم نادى منادي رسول الله ﷺ : «أيما عبد نزل من الحصن وخرج إلينا فهو حر» ، فخرج منهم بضعة عشر رجلاً، فأعتقهم رسول الله ﷺ ، ودفع كل رجلٍ منهم إلى رجلٍ من المسلمين ليقوم بشأنه واحتياجاته.

### فك الحصار
واستمر الحصار أربعين يومًا، وكان أهل الحصن قد أعدوا فيه ما يكفيهم لحصار سنة، مما اضطر الرسول ﷺ أن يرفع الحصار بعد استشارته لنوفل بن معاوية الديلي فأمر عمر بن الخطاب فأذن في الناس: إنا قافلون غدًا إن شاء الله، فانتهى الحصار وعاد المسلمون إلى المدينة المنورة، فرحل الجيش وهم يقولون : «آيبون تائبون عابدون لربنا حامدون»
| غزوة الطائف | حاصر رسول الله ﷺ أهل الطائف ، فلم ينل منهم شيئا ، فقال :إنا قافلون إن شاء الله ، قال أصحابه : نرجع ولم نفتتحه ، فقال لهم رسول الله ﷺ : اغدوا على القتال ، فغدوا عليه فأصابهم جراح ، فقال لهم رسول الله ﷺ : إنا قافلون غدا ، فأعجبهم ذلك، فضحك رسول الله ﷺ | غزوة الطائف |

 .